# Doratulina bipunctella
Doratulina bipunctella är en insektsart som beskrevs av Matsumura 1914. Doratulina bipunctella ingår i släktet Doratulina och familjen dvärgstritar. Inga underarter finns listade i Catalogue of Life.